# Rhynchosia

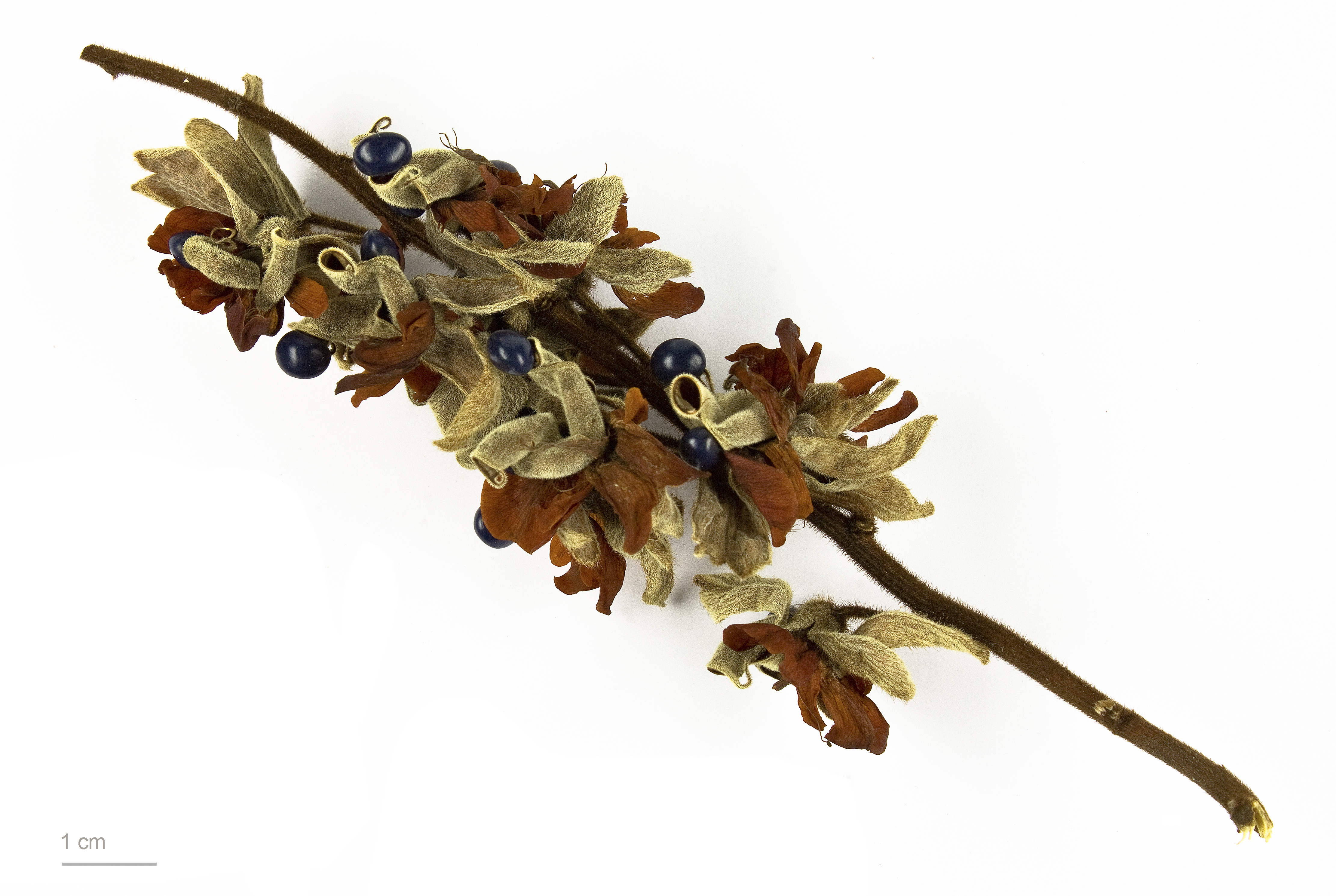
Rhynchosia hirta

Rhynchosia es un género de plantas angiospermas con 553 especies perteneciente a la familia Fabaceae. Se distribuye por América y África.

## Especies seleccionadas
- Rhynchosia americana (Houst. ex P. Mill.) M.C. Metz
- Rhynchosia caribaea (Jacq.) DC.
- Rhynchosia cinerea Nash
- Rhynchosia cytisoides (Bertol.) Wilbur
- Rhynchosia difformis (Ell.) DC.
- Rhynchosia edulis Griseb.
- Rhynchosia latifolia Nutt. ex Torr. & Gray
- Rhynchosia michauxii Vail
- Rhynchosia minima (L.) DC.
- Rhynchosia parvifolia DC.
- Rhynchosia phaseoloides (Sw.) DC.
- Rhynchosia precatoria DC.
- Rhynchosia reniformis DC.
- Rhynchosia reticulata (Sw.) DC.
- Rhynchosia senna Gillies ex Hook.
- Rhynchosia swartzii (Vail) Urban
- Rhynchosia tomentosa (L.) Hook. & Arn.
- Rhynchosia totta (Thunb.) DC.